# CD Leganés
CD Leganés er en spansk fodboldklub fra Leganés i Madrid-regionen. 2024-25 spiller de i La Liga.